# Carl Stockdale
Pour les articles homonymes, voir Stockdale.
Carl Stockdale est un acteur américain, né le 19 février 1874 à Worthington (Minnesota) et mort le 15 mars 1953 à Woodland Hills (Californie).

## Biographie
Carl Stockdale était le frère de l'acteur américain Frank Stockdale. 
Il a tourné dans environ 300 films de 1913 à 1943.

## Filmographie partielle
- 1914 : Broncho Billy's Fatal Joke de Gilbert M. Anderson
- 1915 : Charlot boxeur (The Champion) de Charlie Chaplin
- 1915 : Charlot garçon de banque (The Bank) de Charlie Chaplin
- 1916 : Intolérance (Intolerance : Love's Struggle Throughout the Ages) de D. W. Griffith
- 1917 : The Land of Long Shadows de W. S. Van Dyke
- 1918 : Jack dans l'affaire Lemoann (Hearts or Diamonds?) de Henry King
- 1918 : Pour les beaux yeux de Mary (The Eyes of Julia Deep) de Lloyd Ingraham
- 1919 : For a Woman's Honor de Park Frame
- 1919 : Les Blés d'or (The Unpainted Woman) de Tod Browning
- 1922 : Red Hot Romance de Victor Fleming
- 1922 : The Call of Home de Louis Gasnier
- 1922 : Viviane (Wild Honey) de Wesley Ruggles
- 1923 : The Meanest Man in the World d'Edward F. Cline
- 1923 : Sourire d'enfant (The Darling of New York) de King Baggot
- 1924 : La Danseuse du Caire (A Cafe in Cairo) de Chester Withey
- 1924 : Try and Get It de Cullen Tate (en)
- 1925 : A Son of His Father de Victor Fleming
- 1926 : Souvent est pris de Roy Del Ruth
- 1926 : While London Sleeps de Howard Bretherton
- 1926 : Le Lys de Whitechapel (Twinkletoes) de Charles Brabin
- 1927 : Le Roi des rois de Cecil B. DeMille
- 1927 : The Notorious Lady de King Baggot
- 1928 : Le Pâtre des collines (The Shepherd of the Hills) de Albert S. Rogell
- 1929 : Chinoiseries (China Bound) de Charles Reisner
- 1929 : Parade d'amour (The Love Parade) d'Ernst Lubitsch
- 1930 : La Divorcée (The Divorcee) de Robert Z. Leonard
- 1931 : La Ruée vers l'Ouest (Cimarron) de Wesley Ruggles
- 1931 : Âmes libres (A Free Soul) de Clarence Brown
- 1932 : Payment Deferred de Lothar Mendes
- 1932 : Fille de feu (Call Her Savage) de John Francis Dillon
- 1933 : The Vampire Bat (en) de Frank R. Strayer
- 1933 : Danseuse étoile (Stage Mother) de Charles Brabin
- 1933 : The Chief de Charles Reisner
- 1934 : Student Tour de Charles Reisner
- 1935 : Les Mains d'Orlac (Mad Love) de Karl Freund
- 1936 : La Révolte des zombies (Revolt of the Zombies) de Victor Halperin
- 1936 : Furie (Fury) de Fritz Lang
- 1936 : San Francisco de W. S. Van Dyke
- 1937 : Les Horizons perdus (Lost Horizon) de Frank Capra
- 1937 : Saratoga de Jack Conway
- 1937 : My Dear Miss Aldrich de George B. Seitz
- 1938 : Marie-Antoinette de W. S. Van Dyke
- 1939 : Monsieur Smith au Sénat (Mr. Smith Goes to Washington) de Frank Capra
- 1939 : Hommes sans loi (King of the Underworld) de Lewis Seiler
- 1941 : Tous les biens de la terre (All That Money Can Buy) de William Dieterle
- 1943 : Les bourreaux meurent aussi (Hangmen Also Die!) de Fritz Lang